# Escorneboeuf
Escorneboeuf är en kommun i departementet Gers i regionen Occitanien i sydvästra Frankrike. Kommunen ligger i kantonen Gimont som tillhör arrondissementet Auch. År 2022 hade Escorneboeuf 570 invånare.

## Befolkningsutveckling
Antalet invånare i kommunen Escorneboeuf
Referens:INSEE